# Lapampasaurus cholinoi
Lapampasaurus cholinoi es la única especie conocida del género extinto
Lapampasaurus de dinosaurio ornitópodo hadrosáurido que vivió a finales del período Cretácico hace aproximadamente 76 a 70 millones de años, entre el Campaniense y el Maastrichtiense en lo que es hoy Sudamérica. 

## Descripción
El holotipo de Lapampasaurus se refiere a un individuo de 5 a 6 metros de longitud. Un espécimen adulto puede haberse hecho varios metros más grande. Los descriptores han podido identificar algunas características distintivas. Las vértebras cervicales frontales tienen aberturas en el lado por encima de la diáfisis, la articulación de la costilla superior. El omóplato tiene una parte superior convexa y un borde afilado que sobresale lateralmente para la fijación del músculo deltoides. Los dedos de las patas son más largas que anchas, están cubiertas de surcos y hoyos y tienen una quilla baja en la parte inferior.
Los autores interpretan los surcos alargados en el costado de las vértebras cervicales uno encima del otro como forámenes neumáticos ubicados en un pleurocoelo. Tal característica sería única dentro del Euornithopoda y más bien se esperaría de un miembro de Theropoda. Por lo tanto, los autores indicaron una serie de características de las vértebras y el omóplato que consideraron hadrosáurido típico.

## Descubrimiento e investigación
El tipo de Lapampasaurus cholinoi fue nombrado y descrito en 2012 por Rodolfo Coria, González Riga y Casadío. Ha sido encontrado en depósitos del Cretácico Superior de la Formación Allen en la provincia de La Pampa, en Argentina. Contiene a una única especie, Lapampasaurus cholinoi. El nombre del género se refiere a su procedencia de la provincia argentina de La Pampa. El nombre de la especie, L. cholinoi, honra al difunto coleccionista de fósiles José Cholino.
En 2000, Bernardo González describió las vértebras encontradas por Riga y Silvio Casadío en 1991 en Islas Malvinas, en el departamento de Puelén , en la provincia argentina de La Pampa.
El holotipo , MPHN-Pv-01, se encontró en una barrera costera de la formación Allen que se remonta del Campaniense al Maastrichtiense, de unos 70 millones de años. Consiste en un esqueleto parcial sin cráneo de un individuo adulto joven. No se encontró en conexión. Se han conservado los siguientes: siete vértebras cervicales parciales, ocho piezas de vértebras, tres piezas del sacro, trozos de vértebra de la cola anterior, un omóplato izquierdo, un hueso de la pata izquierda, un prepubis derecho, el tercio inferior del hueso del muslo derecho, la primera falange del tercer dedo del pie izquierdo, una garra del pie de un segundo o cuarto dedo del pie, y otros nueve fragmentos de hueso indetectables. La calidad de los huesos es pobre, están incompletos y fuertemente resistidos. El fósil pertenece a la colección del Museo Provincial de Historia Natural, Paleontología de Vertebrados, La Pampa .

## Clasificación
Los autores colocaron a Lapampasaurus dentro de Hadrosauridae y fue visto como una señal de que ese grupo apareció antes en Sudamérica de lo que se suponía anteriormente. No se ha realizado un análisis cladístico exacto.